# Adam Zajíček
Adam Zajíček (Praag, 25 februari 1993) is een Tsjechisch volleyballer, gespecialiseerd als middenaanvaller.

## Sportieve successen

### Club
Beker van Tsjechië:
- 2014, 2016

Tsjechisch kampioenschap:
- 2015, 2016[2]
- 2014, 2018
- 2017

### Nationaal team
Europa League:
- 2018
- 2013